# Окупована німцями територія Чорногорії
Окупована німцями територія Чорногорії - це область італійського намісництва Чорногорії, окупована німецькими військами у вересні 1943 р. Після перемир’я Кассібіле ; в якому Королівство Італія капітулювало і приєдналося до союзників. Італійські війська відступили від намісництва та сусідньої Албанії. Німецькі війська окупували Чорногорію разом з Албанією, і ця територія залишалася під німецькою окупацією до тих пір, поки сили Осі не евакуювалися в грудні 1944 року.
Під час окупації територією керував Вільгельм Кайпер як генеральний представник. Спочатку він підпорядковувався "військовому командувачу Албанією і Чорногорією" Теодору Гейбу до весни 1944 року. Після цього командування Чорногори в районі Кейпера було незалежним і підпорядковувалось безпосередньо головнокомандувачу в Південно-Східній Європі Олександру Льору. Любомир Вуксанович став головою Національної адміністративної ради, створеної в жовтні 1943 року, та офіційно призначеної в листопаді того ж року.
Німці та їхні місцеві колаборанти в Чорногорії воювали проти югославських партизанів. Після виходу німців з Чорногорії та евакуації до Австрії фашистський лідер Секула Дрлевич намагався створити уряд в еміграції в сусідній Незалежній Державі Хорватії (НДГ), який був німецьким квазіпротекторатом. Дрлевич також створив Чорногорську національну армію, військову силу, створену ним та хорватським фашистським лідером Анте Павелічем. Однак його уряд в еміграції, відомий як "Чорногорська державна рада", було розпущено після падіння уряду НДХ.
Пізніше Чорногорія була захоплена югославськими партизанами Йосипа Тіто і стала частиною Демократичної Федеративної Югославії.
 